# Kurt Schweinberger
Kurt Schweinberger (* 10. Juni 1966 in Hallein, Bundesland Salzburg) ist ein ehemaliger österreichischer Grasskiläufer. Er gewann bei der Weltmeisterschaft 1991 die Silbermedaille im Riesenslalom und bei der Europameisterschaft 1992 die Silbermedaille im Slalom. Im Jahr 2002 wurde er zweifacher Österreichischer Meister. Seine Schwester Sigrid Schweinberger war ebenfalls Grasskiläuferin.

## Karriere
Schweinberger begann in den 1980er-Jahren mit dem Grasskilauf. Im Jahr 1988 wurde er ins österreichische Nationalteam aufgenommen und konnte einige Erfolge im Nachwuchsbereich feiern. Bei seiner ersten Weltmeisterschaft 1991 in Bursa gewann er im Riesenslalom hinter dem Deutschen Rainer Großmann überraschend die Silbermedaille und er fuhr auch im Super-G und in der Kombination unter die besten fünf. Bei der Europameisterschaft 1992 in Faistenau holte er im Slalom hinter Marcus Peschek eine weitere Silbermedaille. In der Kombination erreichte er Platz vier und im Super-G Rang acht. Außerdem erreichte er in der Saison 1992 Platz vier in der Europacup-Gesamtwertung.
In den nächsten Jahren konnte Schweinberger nicht mehr ganz an diese Leistungen anschließen, aber es gelang ihm, sich weiterhin regelmäßig unter den besten zehn zu klassieren. Bei der Weltmeisterschaft 1993 wurde er Sechster im Slalom, bei der Europameisterschaft 1994 Achter im Riesenslalom und bei der Weltmeisterschaft 1995 Neunter im Slalom sowie Zehnter in der Kombination. Nur knapp außerhalb der Medaillenränge blieb er als Vierter im Super-G bei der Europameisterschaft 1996. Durch seinen Beruf als Hauptschullehrer konnte er anschließend nicht mehr so viel Zeit für den Sport aufbringen, was sich auch in den Resultaten widerspiegelte. 1998 beendete er vorläufig seine Karriere.
Drei Jahre später kehrte der mittlerweile 35-jährige Schweinberger ins Wettkampfgeschehen zurück. Bei der Weltmeisterschaft 2001 belegte er den zehnten Platz im Slalom und im Super-G. Die nächsten Saisonen verliefen eher mittelmäßig, sein bestes Weltcup-Gesamtergebnis war Platz 13 im Jahr 2002. Allerdings konnte er sich 2002 über zwei österreichische Meistertitel im Super-G und in der Kombination freuen. Im Sommer 2004 zog sich Schweinberger endgültig vom Spitzensport zurück.

## Erfolge

### Weltmeisterschaften
- Bursa 1991: 2. Riesenslalom, 5. Super-G, 5. Kombination
- Asiago 1993: 6. Slalom
- Kálnica 1995: 9. Slalom, 10. Kombination
- Forni di Sopra 2001: 10. Slalom, 10. Super-G

### Europameisterschaften
- Faistenau 1992: 2. Slalom, 4. Kombination, 8. Super-G
- Kálnica 1994: 8. Riesenslalom
- Forni di Sopra 1996: 4. Super-G

### Weltcup
- Saison 2002: 13. Gesamtrang

### Europacup
- Saison 1992: 4. Gesamtrang
- Saison 1994: 7. Gesamtrang
- Saison 1995: 8. Gesamtrang
- Saison 1997: 9. Gesamtrang
- Saison 1998: 9. Gesamtrang

### Österreichische Meisterschaften
- Zweifacher Österreichischer Meister (Super-G und Kombination 2002)